# Onthophagus nasicornis
Onthophagus nasicornis é uma espécie de inseto do género Onthophagus, família Scarabaeidae, ordem Coleoptera.

## História
Foi descrita cientificamente por Harold em 1869.